# Scuderia Toro Rosso STR7
A Toro Rosso STR7 egy Formula–1-es versenyautó, amit a Scuderia Toro Rosso tervezett a 2012-es idényre, ami gyakran szerepel TR7 néven. Ez a hetedik autó amit a csapat versenyeztetett, de csak a harmadik, amit saját maguk terveztek azóta, hogy 2010-ben betiltották a más csapatok részére való tervezést vagy újrahasznosítást. A csapat két pilótája az ausztrál Daniel Ricciardo és a francia Jean-Éric Vergne voltak, miután az előző két pilótájukkal, Sébastien Buemi-vel és Jaime Alguersuari-val szerződést bontottak. Az autót február 7-én mutatták be Jerezben.

## Áttekintés
Az első két versenyen ígéretesnek tűnt a konstrukció, hiszen Ricciardo és Vergne is pontot szereztek. Ezután azonban egy nagyon hosszú pont nélküli időszak következett. A belga nagydíjra fejlesztések érkeztek, és ezek megtették hatásukat, rögtön kettős pontszerzést könyvelhettek el, és ezután is képesek voltak a pontszerzésre. Végül 26 ponttal a 9. helyen zárták az idényt. Legjobb eredményük Vergne négy nyolcadik helyezése volt - érdekesség, hogy ebben az évben az összes pontszerzése nyolcadik helyen történt.

## Teljes Formula–1-es eredménysorozat
(Táblázat értelmezése)

(Félkövér: pole-pozícióból indult; dőlt: leggyorsabb kört futott) 

| Év   | Modell          | Motor            | Gumi | Versenyzők       | 1   | 2   | 3   | 4   | 5   | 6   | 7   | 8   | 9   | 10  | 11  | 12  | 13  | 14  | 15  | 16  | 17  | 18  | 19  | 20  | Pont | Helyezés |
| ---- | --------------- | ---------------- | ---- | ---------------- | --- | --- | --- | --- | --- | --- | --- | --- | --- | --- | --- | --- | --- | --- | --- | --- | --- | --- | --- | --- | ---- | -------- |
| 2012 | Toro Rosso STR7 | Ferrari Type 056 | P    |                  | AUS | MAL | CHN | BHR | ESP | MON | CAN | EUR | GBR | GER | HUN | BEL | ITA | SIN | JPN | KOR | IND | ABU | USA | BRA | 26   | 9.       |
| 2012 | Toro Rosso STR7 | Ferrari Type 056 | P    | Daniel Ricciardo | 9   | 12  | 17  | 15  | 13  | Ki  | 14  | 11  | 13  | 13  | 15  | 9   | 12  | 9   | 10  | 9   | 13  | 10  | 12  | 13  | 26   | 9.       |
| 2012 | Toro Rosso STR7 | Ferrari Type 056 | P    | Jean-Éric Vergne | 11  | 8   | 16  | 14  | 12  | 12  | 15  | Ki  | 14  | 14  | 16  | 8   | Ki  | Ki  | 13  | 8   | 15  | 12  | Ki  | 8   | 26   | 9.       |